# Cân nặng sơ sinh

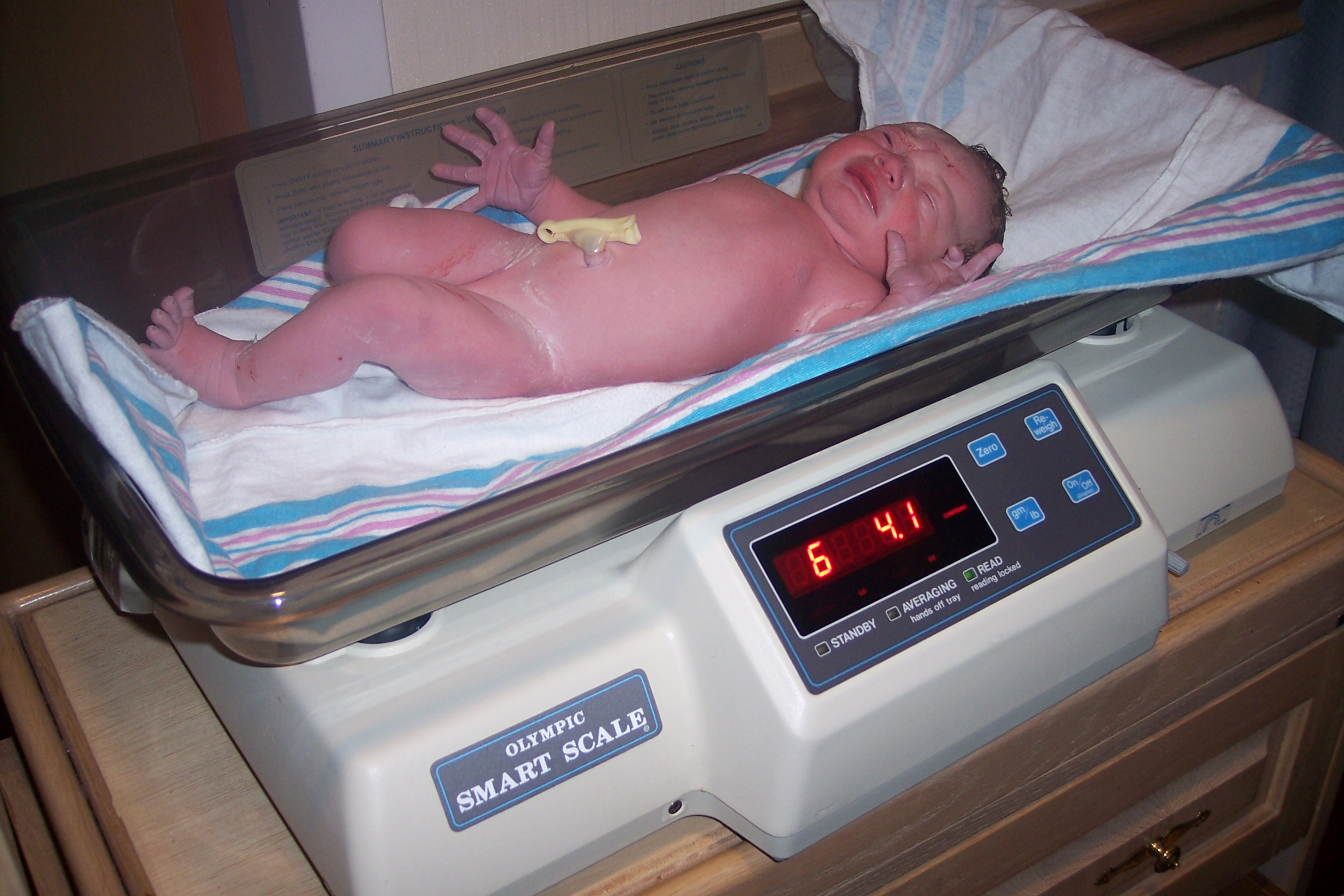
Bé cân nặng phù hợp với tuổi.

Cân nặng sơ sinh là khối lượng cơ thể của trẻ khi sinh ra. Cân nặng khi sinh trung bình ở trẻ sơ sinh gốc châu Âu là 3,5 kg (7,7 lb), mặc dù phạm vi bình thường là từ 2,5 kg (5,5 lb) đến 4,5 kg (9,9 lb). Trẻ sơ sinh gốc Nam Á và Trung Quốc nhẹ hơn khoảng 240 gram (0,53 lb). Cân nặng khi sinh của em bé là đáng chú ý vì trẻ sơ sinh rất nhẹ cân có nguy cơ tử vong cao gấp 100 lần so với trẻ sơ sinh có cân nặng bình thường. Theo tỷ lệ lưu hành tỷ lệ sinh thấp thay đổi theo thời gian, đã giảm nhẹ từ 7,9% (1970) xuống 6,8% (1980), sau đó tăng nhẹ lên 8,3% (2006), đến mức hiện tại là 8.2% (2016). Tỷ lệ trẻ sơ sinh nhẹ cân có xu hướng tăng nhẹ từ năm 2012 đến nay.
Đã có nhiều nghiên cứu đã cố gắng, với mức độ thành công khác nhau, tìm ra liên kết giữa cân nặng khi sinh và các điều kiện sau này, bao gồm bệnh tiểu đường, béo phì, hút thuốc lá và trí thông minh. Cân nặng khi sinh thấp có liên quan đến nhiễm trùng sơ sinh và tử vong ở trẻ sơ sinh.

## Các yếu tố quyết định

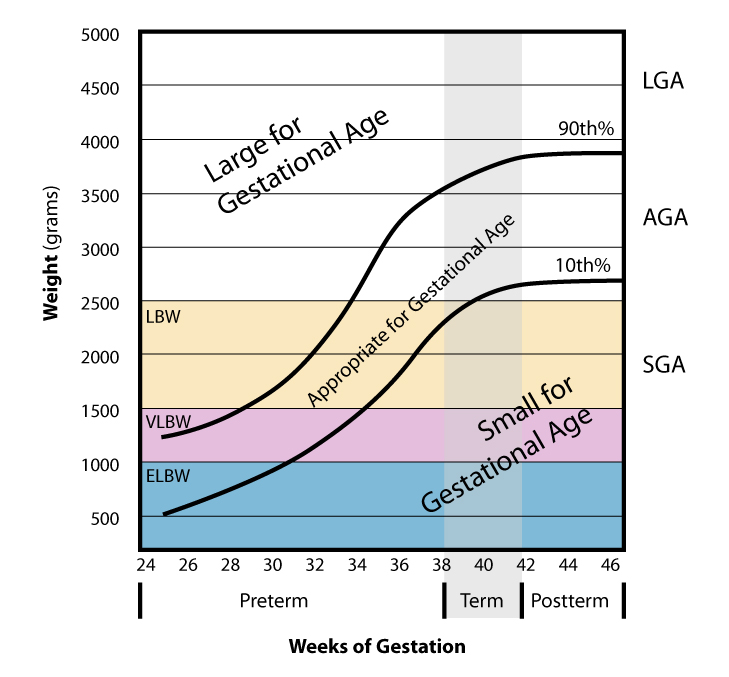
Mối liên quan của cân nặng và tuổi thai

### Di truyền học
Có hai cơ sở di truyền có liên quan chặt chẽ đến cân nặng khi sinh, ADCY5 và CCNL1, cũng có bốn cơ sở cho thấy một số bằng chứng (CDKAL1, HHEX-IDE, GCK và TCF7L2). Khả năng di truyền của cân nặng khi sinh dao động từ 25-40%. Có một mối quan hệ phức tạp giữa gen của em bé và môi trường của mẹ mà đứa trẻ đang phát triển. Các gen của thai nhi ảnh hưởng đến việc thai nhi phát triển trong tử cung và gen của mẹ ảnh hưởng đến môi trường ảnh hưởng đến thai nhi đang phát triển như thế nào.